# Rodiles
Rodiles es una parroquia del concejo de Grado, en el Principado de Asturias (España). Alberga una población de 76 habitantes (INE 2009) en 33 viviendas. Ocupa una extensión de 7,66 km².
Está situada en la zona central del concejo, y limita al norte con la parroquia de Pereda; al este, con las de Rañeces y Coalla; al sur, con la de Rubiano; y al oeste, con las de Ambás, Sorribas, y de nuevo con Pereda.
El templo parroquial se halla en el lugar de Rodiles. Es de tipo popular, con espadaña, nave rectangular, con cabildo y sacristía anexos. Ya aparece citado, junto con otras iglesias de los valles del río Cubia, en el falso testamento de Ordoño II, fechado el 8 de agosto de 921:

«ecus flumen Cuuia ecclesiam Sancti Uincenti cum adiacentiis et aprestationibus suis, et ecclesiam Sancti Martini de Pereta cum adiacentiis suis, et ecclesiam Santi Pelagii de Serna Ranuldi cum suis adiacentiis, et in Rutiles ecclesiam Sancte Marie cum suis adiacentiis, totas ab omni integritate.»

Entre la documentación del archivo de la catedral de Oviedo, figura también una donación el 5 de febrero de 951, en la que el presbítero Ledantius, junto a Sempronia, otorga una serie de propiedades a la iglesia de San Miguel Arcángel, en los siguientes términos:

«qui est fundada in locum prenominatus qui dicitur Rodiles, qui est in ualle Salicedo».

Se celebra con oficio religioso y romería la festividad de La Sacramental, el segundo domingo de agosto.

## Poblaciones
Según el nomenclátor de 2009 la parroquia está formada por las poblaciones de:
- Arellanes (lugar): 5 habitantes.
- El Collado (El Colláu en asturiano) (casería): deshabitado.
- Rodiles (lugar): 28 habitantes.
- San Pedro (San Pedru) (lugar): 11 habitantes.
- Villagarcía (lugar): 32 habitantes.

El lugar de Rodiles se asienta en un rellano situado a media ladera, en la vertiente suroriental de la cuenca baja del río Cubia, a una altitud que ronda los 370 m s. n. m. Dista 8 km aproximadamente de la capital, Grado, y se accede a través de la carretera local de 1.º orden AS-311.